# Château du Grand Monceau
Le château du Grand Monceau est un édifice situé à Agonges, en France.

## Localisation
Le château est situé sur le territoire de la commune d'Agonges, dans le département de l'Allier, en région Auvergne-Rhône-Alpes.

## Description
Le château du Grand Monceau est typique du XIXe siècle avec des tours, de grandes ouvertures et un perron monumental. Il est entouré par un parc de 22 ha avec des chênes anciens et un lac. Les écuries ont été dessinées par Gustave Eiffel (l'architecte de la tour Eiffel),.

## Historique
La construction du château a débuté en 1826. Il a été conçu par l'architecte Jean Moreau sur l’emplacement d’un domaine au nord de l’actuel vieux Monceau. La construction du château et la conception du jardin anglais ont été achevées en 1856[source insuffisante].